# Neger (bemandet torpedo)
 For alternative betydninger, se Neger (flertydig). (Se også artikler, som begynder med Neger)
Neger (tysk for neger) var et torpedo-bærende fartøj, som generelt kan beskrives som en menneskelig torpedo, som ikke kunne dykke, men var svært at få øje på under operationer om natten. Fartøjet blev brugt af Nazi-Tysklands Krigsmarine mellem 1943 og 1945. Navnet kommer fra konstruktøren Richard Mohr, hvis efternavn betyder Maurer.

## Design
Neger var baseret på G7e torpedo og var udstyret med et spartansk cockpit, der var dækket af en plexiglas-kuppel, hvor sprænghovedet ellers ville have været. Den havde tilstrækkelig positiv opdrift til at sejle i overfladen, og samtidig bære en anden G7e, med sprængladning, ophængt nedenunder. Fartøjet havde en rækkevidde på 48 sømil ved 4 knob og et deplacement på 2,7 tons. Føreren navigerede med et håndleds-kompas og fik luft fra et Dräger dykkerapparat. Piloten sigtede sit våben med brug af et sigtekorn på næsen og en gradueret skala på kuplen. Senere blev der tilføjet et andet sigtekorn tættere på kuplen. Det gjorde imidlertid ikke megen forskel, fordi vand, der skyllede over kuplen, gjorde sigtbarheden meget dårlig. Et simpelt håndtag i cockpittet startede torpedoen uigenkaldeligt, og frigjorde den. Selvom den ikke var designet som et selvmordsvåben, ville Neger ofte blive det, når torpedoen blev aktiveret, men ikke blev frigjort, og førte fartøjet og dets pilot mod målet.
Omkring 200 fartøjer af denne type blev fremstillet i 1944. De første Neger fartøjer blev sat i drift i marts 1944. Men Neger viste sig at være meget farlig for sin operatør, og op til 80 procent blev dræbt. Til gengæld blev en krydser, en destroyer, og tre Catherine Klasse BAM-minestrygere sænket i 1944 med dette våben.
Den første mission fandt sted om natten den 20. og 21. april 1944. Tredive Negers blev sendt afsted mod Allierede skibe der lå ved kaj i Anzio. Kun 17 af dem lykkedes det at komme afsted, mens de øvrige 13 kæntrede da de nåede vandet. Tre vendte aldrig tilbage, og indtil da havde de allierede ingen viden om dette nye usædvanlige våben. Ingen havde foretaget en vellykket angreb.

## Angreb ved Normandiet
To store angreb blev udført med Neger-fartøjer mod de Allieredes invasionsflåde ved Normandiet, før de Allierede brød ud fra landgangsstederne og tvang tyske ubåde til at flytte sig uden for rækkevidde af Normandiet. Neger flotillen bestod af omkring 40 fartøjer og opererede fra Favrol Skoven nær Honfleur på den sydlige bred af Seinen overfor Le Havre. Den 5/6 juli 1944, angreb 24 Neger invasionsflåden, og sænkede to Britiske minesweepere, HMS Magic og Cato. Kun ni Neger vendte tilbage fra missionen.
Det andet angreb blev iværksat om natten den 7./8. juli, og blev udført af 21 Neger-fartøjer. Neger-fartøjerne blev dog opdaget i den månelyse nat og blev angrebet af fly og skibe. Det lykkedes tyskerne at sænke endnu en minestrygerHMS Pylades og anrette stor skade på den polske krydser Dragon, som senere blev sænket af sin besætning. Der findes en detaljeret redegørelse for angrebet på Dragen af kadet Potthast. Den 20. juli 1944 blev Royal Navy-destroyeren HMS Isis minesprængt, mens den lå for anker i Seine-bugten. Tabet blev ikke opdaget før den følgende morgen; der var tyve overlevende, og tyske menneskelige torpedoer blev mistænkt for at sænke krigsskibet.
Hunt-klasse-destroyeren HMS Quorn var eskorte for konvojer af personel under Operation Neptune, flådestøtten for Operation Overlord, landgangen på D-Dag. Den 3. august blev den ramt og sænket under et masse-angreb på det britiske landsætningsområde med en styrke af E-både, eksplosive motorbåde, menneskelige torpedoer og lavtflyvende fly. De overlevede fra det første angreb tilbragte op til otte timer i vandet, inden de blev reddet, og mange af disse omkom. Fire officerer og 126 søfolk gik tabt.

## Senere angreb
HMS Colsay, en trawler af Isles-klassen, blev sænket på lavt vand af en Neger den 2. november 1944 ved Oostende, Belgien.

## Eksterne links
- Neger på uboat.net
- Krigstids-fotos fra NAC: , ,

|  | Infoboks uden skabelon Denne artikel har en infoboks dannet af en tabel eller tilsvarende. |